# 浅砂鉱床
浅砂鉱床（せんさこうしょう、英: shallow placer deposit）は、比重の大きい鉱物や元素が水（河川水、潮の流れ）や風の流れにより分離、濃集してできる鉱床。鉱床としての規模は小さいが、集落に近い場所で生成され、高度な技術や器具を使用せず採掘できることから、人類が利用してきた最も古い鉱床の一つといえる。

## 概要
浅砂鉱床から得られる鉱物や元素は砂鉄や砂金の採取に代表されるが、インドやブラジルでは大規模なチタン鉱が、ロシアでは砂白金が採取されていたことがある。
日本では各地に砂鉄鉱床が存在する。また、岐阜県の恵那・苗木地方（恵那市・中津川市周辺）で比較的規模の大きい砂錫鉱床が存在しており、明治期から終戦直後にかけて断続的に採掘された。